# Емоционални развој
Емоционални развој је један од важних процеса у развоју личности који се одвија под утицајем фактора сазревања и социјалног учења. Можемо рећи да су емоционалне реакције психички процеси којим вреднујемо сазнато, изражавамо субјективни однос према догађајима, особама и властитим поступцима. Оне прате све наше доживљаје.
Емоције се испољавају на физиолошком, доживљајном и понашајном плану. Поред субјективног (емоционалног) доживљаја, ове процесе одликују органске промене и емоционално понашање. Ове психолошке и физиолошке промене су у међусобној вези. Као диспозиције за устаљене начине реаговања, емоције чине сложену структуру личности која се назива темперамент. Поред тога, емоције су саставни део свих сложених динамичких диспозиција личности: мотива, ставова, вредности и интересовања.

## Основни појмови
Могуће је разликовати више типова емоционалних реакција:
- Афективни тон - најједноставнија емоционална реакција изражена као доживљај пријатности или непријатности. Ово је основна емоционална реакција која прати све наше доживљаје (когнитивне, конативне), па и сложеније емоционалне реакције.
- Афекат - врло интензивно и релативно краткотрајно емоционално стање праћено изразитим телесним променама и бурним реакцијама (бес, панични страх). Афекат често доводи до ,,сужења свести" што има за последицу необуздано а понекад и неурачунљиво понашање.
- Осећања (емоције) - више издиференцирани субјективни актуелни доживљаји (радост, жалост, страх, љутња).
- Сентимент - сложена емоција, трајни афективни и конативни однос према нечему (другој особи, неком објекту, апстрактној идеји). То је сложена, стечена и релативно стабилна структура која обухвата различите емоције и ставове усмерене на одређени објекат (особу, догађај, појаву). Овде спадају, на пример, родитељска љубав (сентимент љубави мајке према детету изазива страх или љутњу у случају угрожености детета, зависно од тога да ли опасност још траје или је прошла), патриотизам. Од ставова га разликује природа и што, за разлику од ставова, сентимент не захтева рационално образложење. Сложеност сентимента илуструју осећања према другима.
- Расположење - пријатно или непријатно емоционално стање, које дуже траје и малог је интензитета. Постоје разлике међу људима у погледу склоности ка доживљавању појединих расположења које представљају део разлика у темпераменту.

## Ток емоционалног развоја
Као што је познато, одрасли доживљавају страх, гнев, мржњу, љубав, љубомору, жалост, одушевљење. У другој деценији XX века вршена су систематска испитивања емоција новорођенчета. Њих је извео познати амерички психолог Џон Вотсон. У близини детета производио је јак звук или је извлачио подлогу на којој дете лежи - ове ситуације доводиле су до тога да је дете губило дах, трзало се, затварало очи, дрхтало и плакало. Овакво понашање Вотсон је протумачио као страх. Кад је детету спутавао покрете главе, односно руку, дете је млатарало ногама и рукама, односно само ногама, задржавало дах, плакало и вриштало. Овакво понашање протумачио је као гнев. Кад је експериментатор нежно миловао и пљескао дете и спуштао га у млаку воду, дете се протезало, гукало и ширило руке. Вотсон је у таквом понашању видео емоцију љубави. Дакле, јак звук и измицање подлоге изазивају страх, спутавање покрета доводи до гнева, а миловање до љубави. На основу овог експеримента Вотсон даје закључке да код новорођенчета постоје три урођене емоције: страх, гнев и љубав.
Од двадесетих година овог века па до данас многи психолози проверавали су тачност Вотсонових тврдњи. Они су поновили Вотсонове експерименте. Показало се да дражи које је Вотсон применио нису увек и код све новорођене деце доводиле до реакција које је овај научник описао. При томе су нашли да је Вотсон неоправдано приписивао деци емоције одраслих.
Један од тих психолога, Шерман, закључио је да дечје емоције одмах после рођења нису издиференциране и да новорођенче не осећа ни страх, ни гнев ни љубав. Из понашања новорођенчета, може се установити једино то да ли му је пријатно или непријатно. У свом експерименту Шерман је боцкао новорођенче иглом, одлагао им храњење, измицао подлогу на којој леже и спутавао покрете. Понашање деце снимао је камером. Онда је на филмовима избацивао делове који приказују како су деца дражена, па их је пројектовао неговатељицама, психолозима и медицинарима, или је иза завесе дражио децу поменутим дражима, а посматрачима дозволио само да гледају детиње реакције. Ни у првом, ни у другом експерименту, посматрачи нису могли да се сложе у томе о којој се емоцији код деце ради, нити у томе чиме је одређено понашање изазвано. Тек онда, када су могли да виде и деловање дражи и реакције, посматрачи су могли да погоде која емоција је посреди.
Интересујући се за емоције новорођенчета, неколико америчких психолога испитивало је реаговање детета на јак звук. Да би могли боље анализирати реакције, они су децу снимали камером, и то убрзано. Захваљујући томе, они су установили да јак звук изазива „реакцију трзања". Та реакција, према њиховом тврђењу, није емоција него нека врста преемоционалног стања. Њу не треба бркати са страхом. Поменути психолози сматрају да једино та реакција има везе са оним што се касније назива емоцијама. Из ње настају све емоције, не само страх, него и радост, изненађење, гнев и тако даље.
Закључак који се намеће иза свих наведених истраживања јесте да новорођенче нема издиференциране емоције и да се оне тек касније развијају.
Изучавајући емоције у првим годинама живота, психолози су запазили да се оне код све деце јављају сличним редоследом. Гнев се уочава нешто пре страха, љубомора после ове две емоције и тако даље. Током времена емоционалне реакције се мењају и усавршавају, постају одређеније.
Катарина Бриџес, канадски психолог, налази да су емоције новорођенчета потпуно неиздиференциране, па је тешко рећи да ли је беба преплашена или љута, или можда, чак и пријатно узбуђена. Она сматра да се дете непосредно после рођења налази у једно неодређеном емоционалном стању, које назива општа узбуђеност. То стање траје кратко, из њега се касније постепено диференцирају разне емоције.
Да би утврдила редослед и време јављања појединих емоција, Катарина Бриџис је посматрала велики број деце. На основу тог испитивања, она долази до налаза да се из почетне, неиздиференциране емоције - опште узбуђености, поједине емоције издвајају следећим редом:
- отприлике до три месеца развијају се: најпре узнемиреност, као негативна емоција, а затим задовољство - као позитивна.
- између трећег и шестог месеца - из негативног стабла настају гнев, гађење и страх.
- од шестог до дванаестог месеца - из позитивног стабла издвајају се одушевљење и наклоност према одраслима.
- од дванаестог до осамнаестог месеца - развијају се наклоност за децу (из позитивног стабла) и љубомора (из негативног).
- од осамнаестог до двадесет четвртог радост (из позитивног).

Први плач код деце није емоционално обојен, али се он брзо везује за емоције. Већ у току прве године деца овом реакцијом изражавају негативна стања, као што су: гнев, страх, љубомора.
У току развоја, ова реакција се мења, усавршава. Дете тек крајем другог месеца плаче са сузама. Плач се све више диференцира, тако да искусна мајка често може познати да ли је код детета посреди глад, страх или нека друга нелагодност.
Плач је у првим месецима моћно средство помоћу кога дете успоставља власт над одраслима. Оно ће брзо научити да плачем привлачи пажњу на себе и спроводи своју вољу. У коликој мери ће га оно користити у те сврхе, свакако, зависи од одраслих који дете гаје. Оно га користи онда кад зна да неко са њим саосећа. Кад је дете само, па падне, оно обично устаје и наставља да се игра. Али, ако је у близини мајка или било ко од одраслих који са њим саосећају, оно ће бризнути у плач.

## Фактори емоционалног развоја
Емоције се развијају под утицајем сазревања и учења и развојни психолози данас више истражују узајамно дејство оба фактора, него што трагају за одговором који од њих значајније утиче.
Раније је већ поменуто да приликом рођења дете нема јасно издиференциране емоције. Како се оне развијају? Ако се јаве касније, а не одмах по рођењу то може значити да су настале као резултат учења. Али, оне се могу јавити касније и под утицајем сазревања. Учење и сазревање у развоју емоција веома су испреплетани, па је тешко одредити шта је код емоција резултат учења, а шта резултат сазревања.

### Сазревање емоција
Примећено је да се емоције код деце јављају током времена и без икаквог учења. На узрасту од шест до осам месеци дете почиње да се плаши страних лица. Ово знају све мајке. Чим се појави непозната особа, дете почиње да плаче, привија се уз мајку или позната лица. Овај страх се јавља изненада, неочекивано, а нема никаквих доказа да је научен. Психолози такво понашање објашњавају сазревањем детета, то јест у њему виде резултат пораста детињих способности за уочавање разлика. Дете на поменутом узрасту разликује страна од домаћих лица, што раније није био случај. Оно чак и наслућује опасност коју за њега можда представља непознато лице.
Као доказ о сазревању емоција, у дечјој психологији често се наводи експеримент са безопасном змијом. Наиме, психолози су се интересовали како деца разних узраста реагују на први сусрет са змијом, које се одрасли, као што је познато, плаше. Деца укључена у експеримент нису ништа знала о змији. Резултати овог експеримента били су следећи:
- деца од две године нису уопште показала страх од змије, слободно су прилазила и додиривала руком;
- деца од две до четири године обраћала су већу пажњу на покрете змије, а устручавала су се да је дотакну;
- деца од четири године јасно су испољила страх од змије;

Пошто ову децу нико није учио да се плаче змије, а у току експеримента су се по први пут са њом срела, закључено је да је тај страх резултат сазревања. Тек око четврте године, захваљујући општем физичком и интелектуалном развоју и бољем опажању, дете наслућује потенцијалну опасност од необичног створа који се креће на чудан начин.
Када би се дете одмах по рођењу могло изоловати од утицаја средине, психологија би била у стању да одговори на питање шта је у развоју емоција резултат учења, а шта резултат сазревања. Из хуманих разлога, деца се не могу изоловати и лишити утицаја средине. Нека од њих - она која су рођена слепа и глува - лишена су утицаја средине у великој мери. Ако се код њих јаве извесни облици емоционалног понашања, можемо са сигурношћу тврдити да су они резултат сазревања. Глуви и слепи не могу да уче гледањем и слушањем, а познато је да се изражавање емоција може учити готово искључиво помоћу слуха и вида.
Систематска посматрања изражавања емоција код деце која су слепа и глува од рођења, и код оних која чују и виде, открила су код обе групе велике сличности. Једна слепа и глува девојчица, на пример, изражавала је задовољство игром, иако је игри нико није учио. Кад је била задовољна, она се смејала. У гневу, понашала се као и деца која виде и чују. Те реакције јављају се, значи, без учења.
Гудинаф је на девојчици која је од рођења била слепа и глува установила исти редослед јављања и изражавања примарних емоција, као код нормалне деце. Ово потврђује улогу сазревања, пошто је овде искључен фактор учења. И налази да се емоције развијају истим редоследом у различитим социјалним срединама указују на њихову зависност од процеса сазревања (К. Бриџес).

### Учење емоција
Већ је констатовано да се дете не рађа са емоцијама. Под утицајем сазревања оно све потпуније опажа своју околину. Неке ствари, лица и ситуације, према којима је дете раније било равнодушно, почињу да изазивају његове емоционалне реакције. Сем тога, оно још и учи да реагује на све већи број дражи.
Вотсон је показао како се најпростијим обликом учења - класичним условљавањем - стичу емоције. Познат је његов експеримент са дететом у првој години његовог живота, коме је Вотсон условљавањем створио страх. Дете се првобитно плашило јаког звука. Њему су показиване разне животиње. Дете се није плашило ниједне од њих. Касније је код њега створен страх од белог пацова и то на следећи начин: када му је показан бели пацов, и када је дете покушало да га дохвати, у близини је произведен јак звук. Дете се тргло и заплакало. Овај експеримент поновљен је у више махова. Дете би сваки пут заплакало. На крају је на тај начин реаговало већ и на саму појаву белог пацова - без пропратног јаког звука. После овог експеримента примећено је да се дете плашило не само белог пацова него и свега што је на њега подсећало - зеца, пса, крзненог капута, памука, вуне, браде.
У свакодневном животу може се наићи на велики број примера емоција створених путем условљавања. Нека наша испитивања (Чолановић) показала су да се код деце, страх од лекара и свих оних који на њега подсећају, стиче, углавном, условљавањем. Сва деца плаше се бола. Сусрети са лекаром, уз болне инјекције, доводе до тога да деца плачу и чим виде лекара. Овај страх се, даље, преноси на особе које личе на лекара, то јест све људе у белим мантилима. Једна трогодишња девојчица бледела је и црвенела кад је мајка покушала да је поведе у дечји ресторан где су служили људи у белим мантилима, а кад су ушле она је почела да вришти. Четворогодишњи дечак је из истих разлога у таквом ресторану попио на највећу брзину шољу млека и одмах истрчао на улицу. Један трогодишњи дечак, кога су покушавали да одведу код фризера (одевеног у бело), побегао је из радње вриштећи.
Сем условљавања, постоји и други начин стицања емоција. Оне се могу научити идентификацијом (поистовећивањем) и подражавањем (имитацијом), било одраслих, било деце. Утврђено је да се деца често плаше истих ствари којих се плаше и њихови родитељи, чак и онда када родитељи покушавају да тај страх од деце прикрију. Ако мајка страхује од грмљавине, дете ће тај исти страх од ње научити. Према неким психолозима, дете у првим месецима доживљава мајчине емоције. Дете, наводно, може одбити да сиса због тога што је мајка нервозна. Чак и кад пређе на чврсту храну, оно неће да једе кад је у нервној напетости, а добро једе кад га храни без нервозе.

## Карактеристике дечјих емоција
Већ је поменуто да се дечје емоције разликују од емоција одраслих. Те разлике односе се на начин њиховог изражавања, на њихову учесталост и дужину трајања.
Прва карактеристика дечјих емоција јесте да су површинске (по начину изражавања). Оне су спонтане и лако се могу открити из детињег понашања, јер дете плаче, млатара рукама и ногама, или се необуздано смеје. Те емоције могу се утврдити чак и онда кад дете покушава да их сакрије.
Под утицајем васпитања дете почиње да контролише своје емоције. Мање их изражава површински и спонтано, услед чега су ангажовани унутрашњи органи (срце брже ради, желудац се грчи, мења се крвни притисак).
У погледу учесталости дечје емоције се знатно разликују од емоција одраслих - код деце она избијају чешће него код одраслих. Деца се чешће љуте, плаше, радују.
Дечје емоције су краткотрајне: јављају се неочекивано и брзо нестају (док код одраслих трају дуго). Уз то, оне се брзо смењују - деца за час пређу са смеха на сузе, са љубоморе на љубав.
Због ових карактеристика дечјих емоција, одрасли се каткад питају нису ли деца неспособна за дубока осећања. Дечје емоције су, упркос свему, снажне, нарочито кад су посреди страх, гнев и радост.

## Врсте емоција

### [1]Примарне (базичне) емоције
У примарне емоције убрајају се:
1. гнев;
2. страх;
3. радост;
4. туга;
5. гађење;

Њихове најбитније карактеристике су:
- рано се јављају током онтогенезе - то су емоције које се прве диференцирају;
- заједничке су људима и неким животињским врстама;
- универзалне су (јављају се у свим културама) - оне се јављају код деце свих култура и одржавају током читавог живота, али се начин њиховог јављања и испољавања мења под утицајем учења;
- имају специфичну физиолошку основу;

Прве три (гнев, страх и радост) повећавају тензију и подстичу на активност, док је туга емоција ниске тензије и активитета. Гнев и радост садрже тежњу ка циљу, док је страх емоција избегавања, бежања од опасности.

### Секундарне емоције
Са узрастом долази до стабилнијег повезивања емоција са другим психичким процесима: когнитивним и конативним и на тај начин настају и сложене емоције. Њихов развој је повезан са процесом социјализације и интериоризацијом стандарда вредновања. Оне се често, као саставне компоненте, могу везивати за интересовања, ставове, вредности или поједине црте личности. У ову групу спадају:
1. емоције које се односе на друге људе: љубав, љубомора, мржња, презир, завист, сажаљење, дивљење, страхопоштовање;
2. емоције које се односе на самооцену: осећања успеха и неуспеха, поноса, срама, кривице и кајања.
3. емоције везане за процењивање, као што су естетска осећања. Естетском емоцијом је обухваћен комплекс емоционалних доживљаја лепог које изазива објект или ситуација коју посматрамо или смо посматрали.

## Поједине емоције, њихови узроци и испољавање

### Гнев

#### Узроци
Код сасвим мале деце гнев настаје када се спутавају њихове активности или кад им се не испуњавају жеље. Реч је, пре свега, о физичком спутавању - при повијању, облачењу, купању, умивању, навикавању на тоалет. Гнев на тим узрастима изазивају и разне физичке нелагодности као што су глад, самоћа, запушен нос, мокре пелене и слично.
На старијим узрастима гнев изазивају још и свакојаке забране које изричу одрасли: прекидање игре, неиспуњавање жеља, намера и планова, сукоби са децом око играчака.
Кад се појави нека препрека дете реагује гневом. Што је дете старије, све је већи број ситуација које доводе до те негативне емоције.

#### Испољавање
Разљућена беба вришти, млатара ногама, губи дах, црвени. Нешто старије дете, сем ових и њему сличних облика негодовања, реагује још и вербално - грди и „одговара". Са узрастом, физичке реакције опадају а вербалне расту, тако да су физичке реакције у доба зрелости сасвим ретке.
Своју агресију дете обично управља на предмете и лица која изазивају његов гнев. Али, агресија не мора увек бити окренута против правих узрока. Она се може пренети на друге особе, на друге ствари. Стога се дешава да дете туче лутку онда када не може да се „освети" неком јачем и старијем од кога је добило батине, или се баца на под и туче само себе.
Многа деца још на раним узрастима долазе до искуства да изливом гнева могу на себе привући пажњу и остварити своје жеље. Понекад им, заиста и полази за руком да агресивним понашањем наметну околини своју власт и вољу. Али, ако се правилно васпитавају, они ће увидети да одрасли не трпе изливе гнева и агресију, да је сузбијају, чак и кажњавају- У том случају, деца обично прибегавају другим средствима за савлађивање родитеља, те одустају од гнева и агресије.

#### Учесталост и трајање
Гнев је најчешћа емоција у детињству. Изливи гнева су не само чести већ и краткотрајни. До две и по године постоји тенденција да се број тих излива повећа. После тог узраста њихов број опада. Ако се упореде мушка и женска деца, видеће се да је учесталост ове емоције већа код дечака него код девојчица. Деца су најраздражљивија кад су гладна или болесна.

### Страх

#### Узроци
Многе студије о страху код деце говоре да ова емоција зависи од целокупне, често веома сложене ситуације, као и од стања детета у том тренутку.
Посматрања су открила да у првим годинама живота, страх изазивају нове и необичне ствари, лица и ситуације. Страх од непознатог нарочито се запажа код деце која од рођења живе по домовима. Код деце која живе у породицама, карактеристичан је страх од страних лица и лекара, а за домску децу - страх од непознатих ствари и ситуација (Чолановић).
Када је реч о томе шта код детета изазива страх, није важно само какав је изазивач, него и на који начин он делује. Неочекиваност и изненадност су најзначајнији у изазивању страха, дете се плаши свега што се изненада јавља, нарочито ако се ради о снажним утисцима, као што су: јаки звуци, изненадно паљење и гашење светла, урлик или преокрет животиње у зоолошком врту и слично. Ако једна драж делује изненадно и неочекивано, дете нема времена да јој се прилагоди и да адекватно реагује.
У првим годинама живота страх је реакција на конкретне ствари и лица. Нешто касније, на узрастима од шест година и даље ову емоцију изазивају нереална, измишљена бића ситуације: вештице, баба рога, мрак и слично. Но, поред тога, и деца и одрасли могу се плашити најразличитијих ствари и ситуација: змије, вожње у лифту, воде, пса, мрака, смрти, болести.
У школи се понекад развија трема, страх од наставника (учитеља), испита, оцењивања, као и од јавног иступања. Све ове врсте страха иду на уштрб како успеха у школи, тако и развоја ученикове личности. Страх од наставника стварају махом сами наставници, због начина на који се понашају, као и због личних особина. Страх од испита некада развијају наставници, а некад родитељи, постављајући детету високе захтеве, те оно стрепи већ и при помисли да неће испунити очекивања. Известан степен страховања на испиту је, наравно, неизбежан. Страх од јавног иступања (каткад иступања на часу) нарочито је наглашен код адолесцената, некад и због тога што ученици тада не владају у потпуности висином свог гласа.
У анализи настанка страха може се уочити да многе врсте ове емоције деца стичу учењем. Већ описани, Вотсонов експеримент, показује како се страх стиче најпростијим обликом учења - условљавањем.
Други начин стицања страха је директно преношење од других (браће, сестара, родитеља и одраслих уопште). Тако се, најчешће, стиче страх од грмљавине и животиња. Трећи се везује за непријатне доживљаје, као што су: примање инјекција, дављење, пожари, а четврти - за застрашивања који неки родитељи примењују као васпитно средство.
Треба рећи да су неке врсте страха корисне. Дете мора научити да се плаши реалних опасности: електричне струје, воде, ватре, саобраћаја, непознатог пса и других опасности. Ипак, страх је штетан, те је погрешно засновати васпитање на страху. Зато се у дечјој психологији велика пажња поклања борби против те емоције.

#### Борба против страха
У циљу превладавања страха уобичајена је примена двеју врсте метода. Једна од њих намењена је превенцији - спречавању развоја страха, док се друга примењује у циљу лечења, односно ослобађања од страха, када је већ створен.
Као превентивна мера, препоручује се уклањање детета од ситуација које изазивају страх. Пошто се дете плаши свега неочекиваног, треба га, кад год је то могуће, припремити и тако смањити неповољно дејство изненађења. Ако се са њим, пре одласка лекару, разговара, оно ће стећи извесну сигурност. Пре него што крене први пут у школу, дете треба упознати са свим детаљима школског рада. Значајно је да се дете, поготову на најмлађим узрастима, може ослонити на мајку у свим тешким приликама.
Разне врсте страха појављују се и ишчезавају без нарочитог лечења. Страх од многих ситуација, лица и предмета нестаје са повећањем детињег искуства. Страх од страних лица, на пример, губи се у току друге године. Страх створен у вези са неким непријатним доживљајем, ако се поменути догађај не понавља, временом слаби.
У борби против страха мајке се махом служе објашњавањем ситуација које су изазивале страх, као и суочавањем преплашене деце са тим ситуацијама. Ова метода најчешће не помаже, али боље је и њу употребити него не предузимати ништа. Један трогодишњи дечак (испитивање Чолановића) престао је да стрепи од фризера кад се његов отац играо са њим неколико дана обучен у бели мантил. У овом случају, посреди је повезивање непријатног са пријатним, процес условљавања при којем се непријатно губи услед преваге пријатног.
Убеђивање од стране одраслих, пример друге деце и колектива повољно делују на савлађивање страха. Деци у неким нашим обдаништима лекар свако јутро прегледа грло. Деца која су се тек уписала у обданиште редовно показују отпор да им се прегледа грло, али већ кроз неколико дана, под утицајем средине, савлађују страх и пристају на тај рутински преглед.
Родитељи и наставници каткад прибегавају исмевању и физичкој принуди да би дете излечили од страха. Међутим, ова средства нису ефикасна.

### Љубомора
Ова емоција је код деце врло честа. Према неким психолозима, она је неизбежна између браће и сестара. Од свих емоција, родитељима је најтеже да објасне љубомору према брату и сестри. Они често неће да је виде и да је признају, нарочито ако се испољава на прикривен, индиректан начин.

#### Узроци
Свако дете жуди за пажњом и љубављу. и зато често долази у супарнички положај према другом детету, борећи се са њим за пажњу мајке, оца, наставника. Ситуације које доводе до љубоморе опште су познате. Набројаћемо неке од њих. Ако једно дете у породици дуго болује, друга деца губе родитељску пажњу на коју су навикла. Ако родитељи, рођаци или пријатељи јавно упоређују децу по интелигенцији, лепоти, успеху у школи, понашању и другим особинама, деца која у том поређењу губе, могу такође постати љубоморна. Дете је нарочито погођено ако се нека његова ствар, коју оно воли, да другоме. Оно је у стању да ту исту ствар само поклони, али тешко подноси да одрасли на тај начин располажу његовом играчком, одећом и слично.

#### Испољавање
Љубомора се испољава на разне начине, при чему дете двојако реагује - отворено или прикривено. Отворену реакцију представља непосредан напад на друго дете, било физички било вербално (подсмех, оговарање, заједање). С друге стране, прикривена реакција подразумева да дете почиње да се понаша на неуобичајен и непожељан начин, који на први поглед не указује на везу између љубоморе и тог понашања. Некад је врло тешко родитеље убедити да је такво држање израз љубоморе. Дешава се да љубоморно дете почне са мокрењем у постељи, иако је то већ давно престало да чини, затим да сиса прст, да муца или да се плаши. Неки пут одбија да једе или испољава симптоме неког обољења. Свако дете на свој начин манифестује љубомору, према томе шта најефикасније делује на особу за чијом пажњом жуди. Све ове љубоморне реакције су несвесне.

#### Чиниоци значајни за љубомору
Постоји разлика у љубомори по половима. Истраживачи су нашли да су женска деца чешће љубоморна него мушка. Узрок томе је вероватно чињеница да су мушка деца жељенија.
Учесталост љубоморе мења се са узрастом. Она се први пут јавља код деце од осамнаест месеци. Деца испод тог узраста толико су мала и зависна од родитеља да се практично не може ни догодити да буду занемарена, чак и ако се родило друго дете. Сем тога, на том узрасту јављају се почеци свести о себи, дечје „ја". Пре тога, изгледа да дете није у стању да осети супарништво. Између треће и четврте године љубомора је најчешћа. Она се затим са узрастом смањује, да би се у периоду адолесценције поново усталила.
Испитивања су показала да је љубоморе мање у породицама са више деце него у онима где их је само двоје. Принова у великој породици ни из далека не изазива онолико супарништва, колико у породици са једним дететом. Продужена љубомора је један од знакова емоционалне незрелости. Она се тешко лечи, а понекад је у стању да угрози развој читаве личности. Постоје клинички случајеви где код одрасле особе претеже целог живота, где се љубомора, изазвана у односима између браће и сестара, преноси и на све друге социјалне односе. Стога је задатак родитеља и наставника да избегавају стварање ситуација које доводе до љубоморе.
Да би се предупредила љубомора изазвана приновом у породици, психолози саветују мајци да сваког дана извесно време посвети искључиво старијем детету. Иначе, препоручује се родитељима да избегавају пред децом поређења млађег и старијег детета у корист једног од њих.

### Наклоност
У току прве и друге године диференцирају се пријатне емоције, као што су наклоност, одушевљење, задовољство.
У првој години деца показују жељу да буду мажена и пажена. На том узрасту објект наклоности су одрасли, пре свега мајка. У другој години развија се наклоност према браћи и сестрама, односно према деци уопште. Објекти таквих осећања могу да буду животиње, ствари и играчке.
На следећем ступњу развоја ове емоције, објект наклоности постају претежно деца истог узраста, истог пола. Тада се развија велико другарство и приврженост другу, односно другарици. Деца своју љубав испољавају грљењем и љубљењем. Ове манифестације су нарочито изражене код девојчица. Исто тако, период ове наклоности нешто је дужи код њих него код дечака. Дете још увек воли своје родитеље, браћу и сестре, али је то период када почиње да прекида „пупчану врпцу" која га везује за породицу - што је нужно за даљи нормалан емоционални развој.
На трећем ступњу, у пубертету и после њега, објект наклоности су младићи и девојке сличног узраста али супротног пола. Ова наклоност, пре или касније, води ка браку и окончава детињу приврженост мајци, оцу, родитељском дому. Човек који као дете није прошао кроз све ове фазе остаје емоционално незрео, везан сувише за родитеље, неспособан да заснује сопствену породицу.

### Задовољство, радост, одушевљење
Ове емоције јављају се у првој години живота и изражавају се најпре осмехом и касније и гласним смехом. Међутим, јасну границу између задовољства, радости и одушевљења на том узрасту, није лако повући.
Као израз пријатног емоционалног стања, смех се и сам развија. Већ на узрасту од осам недеља, понека деца умеју да се смеше кад виде другу особу. Осмех се брзо везује за пријатне емоције. Са пуних дванаест недеља дете уме да се смеје и наглас. И осмех и гласан смех чешће се јављају у присуству других лица, него кад је дете само.

## Емоције и разна обољења
Психосоматика је наука која проучава улогу психичких чинилаца у одржању здравља, као и утицај тих чинилаца на изазивање неких обољења. Један од проблема који проучава ова наука јесте утицај емоционалне напетости на поремећаје, као што су чир на желуцу, дијареја, мигрене... Узроци губљења апетита и повраћања често су психичке природе. Емоционални сукоби могу да доведу до поремећаја у варењу и до чира. Испитивања појединих случајева обољења показују да психички узроци каткада изазивају алергије, главобоље, поремећаје у раду жлезда са унутрашњим лучењем, висок притисак. У вези са страхом од наставника или испита у школи код деце може доћи до главобоље, муцања, пролива и честих побољевања.
Чиме се објашњава та веза између психичког и физичког? За време емоција, као што су страх и гнев, узнемирен је цео организам. Емоција се не доживљава само појединим деловима тела. У организму уплашеног или разгневљеног детета долази до многих физиолошких промена. Нормалан процес варења се успорава (у желуцу је само један део нормалне количине стомачних сокова). Пљувачка се лучи обилно, што може довести до гађења, непријатног осета у устима и повраћања. Надбубрежне жлезде луче у крв хормон, адреналин. Он за неколико секунди стиже у све делове тела. Адреналин успорава варење. Делује и на рад јетре, те ова ослобађа шећер који се у њој нормално налази. Шећер се преко крви преноси у мишиће. Адреналин, даље, делује на плућа тако што она избацују више угљен-диоксида, а узимају више кисеоника. Дисање постаје брже. Поменути хормон делује и на срце, те оно удара брже и снажније. Због свих тих промена дете је много снажније него обично.
Очигледно је, дакле, да су страх и гнев озбиљна стања, која захватају читав организам. Ако дете често доживљава ове емоције, јасно је да ће и њихов притисак на дечји организам бити трајнији и штетнији. У том стању, детиње срце, његова плућа и читав организам трпе велико оптерећење. Дете троши резервну енергију и оштећује органе, у првом реду оне за варење.
Пошто је емоционални живот од непроцењивог значаја за душевно здравље, разумљива је и потреба да се још одмалена негују пожељне емоционалне реакције. Малолетна преступништва - убиства, разбојништва, крађе и проституција - понекад су последица социјално-емоционалних дефеката личности. Разни случајеви таквог криминала, показују да је преступник имао погрешно емоционално васпитање. Међутим, у васпитању емоција, као и у васпитању уопште, нема никаквих општеважећих правила, јер се сва деца развијају на свој начин, чак и онда када расту под сличним условима. То значи да се у васпитању мора прићи сваком детету понаособ.
Па ипак, постоје услови које родитељи, школа и друштво треба да обезбеде како би се дете развило у здраву емоционалну личност. Детету је потребно обезбедити сигурност у нормалним породичним, школским и друштвеним условима. Поред љубави која га окружује, ваља имати разумевања и за његову потребу постепеног осамостаљивања.

## Емоционални развојнасродним пројектимаВикипедије:Подацина ВикиподацимаРеференце
1. ↑  Ekman, Paul; Friesen, Wallace V.; O'Sullivan, Maureen; Chan, Anthony; Diacoyanni-Tarlatzis, Irene; Heider, Karl; Krause, Rainer; LeCompte, William Ayhan; Pitcairn, Tom (1987). „Universals and cultural differences in the judgments of facial expressions of emotion.”. Journal of Personality and Social Psychology (на језику: енглески). 53 (4): 712—717. ISSN 1939-1315. doi:10.1037/0022-3514.53.4.712.